# Issam Fares
Issam M. Fares (* 1937 in  Bayno, Akkar) ist ein libanesischer Politiker und Unternehmer.

## Leben
Fares entstammt einer christlich-orthodoxen Familie. Er besuchte das Tripolis College.  Als Unternehmer war er mehrere Jahrzehnte im Nahen Osten, insbesondere am Persischen Golf, tätig.
Fares wurde Abgeordneter in der Nationalversammlung von Libanon. Er war von 2000 bis 2005 stellvertretender Ministerpräsident des Libanons in der Regierung von Rafiq al-Hariri. Das international anerkannte Issam Fares Institute for Public Policy and International Affairs (IFI) an der Amerikanischen Universität Beirut und das Fares Center for Eastern Mediterranean Studies an der Tufts University wurden von ihm ins Leben gerufen.

## Preise und Auszeichnungen
- 1993: Zedernorden, Grand Officier des National Order vom Libanesischen Präsidenten
- 1997: Ehrendoktor der Diplomatischen Akademie von Moskau
- 2000: Ehrendoktor der Tufts University
- 2004: Komtur mit Stern des Verdienstordens der Republik Polen